# MiG-105
MiG-105 (ros. МиГ-105) – radziecki prototyp samolotu orbitalnego będący odpowiedzią na amerykański samolot Boeing X-20 Dyna-Soar. Ze względu na kształt dzioba samolot miał przezwisko Łapoć (ros. Лапоть, czyli kapeć).

## Różnice pomiędzy X-20 a MiG-105
W przeciwieństwie do Boeinga X-20, który miał startować za pomocą rakiet nośnych Titan III-C lub Saturn I, inżynierowie opracowali zupełnie nową technologię startu o nazwie 50/50. Koncepcja ta zakładała wyniesienie pojazdu MiG-105 z jednym kosmonautą za pomocą pilotowanego przez dwie osoby statku macierzystego ruszającego z normalnego pasa startowego. Po osiągniętej przez pojazd macierzysty odpowiedniej wysokości i prędkości Mach 6 następował start umiejscowionej na statku rakiety wynoszącej na orbitę właściwy samolot MigG-105. Ten odłączał się od rakiety wyżej i wykonywał manewr ostatecznej korekcji orbity. Statek macierzysty miał być budowany przez Tupolewa. Technologie opracowane dla tej konstrukcji prawdopodobnie zaimplementowano w samolotach Tu-144 i Suchoj T-4.
Lądowanie również przebiegało inaczej. X-20 miał lądować tylko raz. MiG-105 mógł wielokrotnie podchodzić do lądowania poprzez dodanie silnika turboodrzutowego.
W przypadku niepowodzenia startu załogowy przedział samolotu MiG-105 mógł odłączać się od reszty konstrukcji i lądować podobnie jak kapsuła powrotna pojazdu Sojuz. X-20 posiadał jedynie silnik na paliwo stałe, który mógł być użyty w razie niepowodzenia startu.
Zarówno X-20, jak i MiG-105 lądowały na płozach, różniły się również sposobem ich wysuwania. Podwozie X-20 całkowicie schowane było pod osłoną termiczną, zaś MiG-105 przednie podwozie wypuszczał z boku kadłuba, tuż przy dziobie, a tylne było umieszczone pod silnikiem.
Oba samoloty również różnił układ skrzydeł. W X-20 zastosowano układ delta, zaś MiG-105 posiadał skrzydła o zmiennej geometrii. Skrzydła te były podczas startu i powrotu do atmosfery zgięte o 60 stopni, wtedy przypominały stabilizatory. Po wejściu w atmosferę pilot mógł załączyć aktuatory rozwijające skrzydła do pozycji horyzontalnej.

## Historia
Projekt, w którym zakładano budowę i użycie MiGa-105 nosił nazwę Spiral (znana była również nazwa EPOS'). Rozpoczęcie prac nastąpiło w 1965, dwa lata po upadku amerykańskiego projektu X-20, choć pierwsza grupa pilotów została wybrana we wczesnych latach 1960. Jednym ze znanych pilotów wyznaczonych do samolotu MiG-105 był Gierman Titow, drugi człowiek w kosmosie i pilot pojazdu kosmicznego Wostok 2.
Projekt Spiral został zawieszony w 1969, potem na krótko przywrócony w 1974 jako odpowiedź na amerykański program Space Transportation System, zakładający loty pojazdami kosmicznymi wielokrotnego użytku, czyli wahadłowcami (z ang. Space Shuttle). Pierwszy poddźwiękowy lot samolotu MiG-105 (bez dopalacza) odbył się w roku 1976 na lotnisku Ramienskoje k. Moskwy. W sumie wykonano 8 lotów testowych tego pojazdu. W 1978 projekt Spiral został porzucony na rzecz wahadłowców Buran.

### Uragan
Krążyły pogłoski, że MiG-105 został bazową konstrukcją dla pojazdu o nazwie Uragan. Pojazd ten miał być wynoszony w kosmos za pomocą rakiety Zenit, a jego celem było obracanie wniwecz misji wahadłowców NASA które miały startować z kosmodromu Vandenberg. Bywały również podejrzenia, że taki pojazd może zniszczyć również orbiter. Po eksplozji wahadłowca Challenger i anulowaniu przez NASA startów z powyższego kosmodromu Rosjanie anulowali projekt Uragan.

### BOR
Bezzałogowym odpowiednikiem samolotu MiG-105 został pojazd o nazwie BOR (skrót od ros. Беспилотный Орбитальный Ракетоплан; czyt. Bezpilotnyj Orbitalnyj Rakietoplan). Były to demonstratory użyte do testów osłon termicznych, a wyniki ich lotów pozwoliły na dopracowanie wahadłowca Buran. Wybudowano 6 egzemplarzy pojazdu BOR, z czego 2 zostały zniszczone. Pozostałe można podziwiać na wystawach w Monino, Moskwie i w Niemczech.